# Liquidador

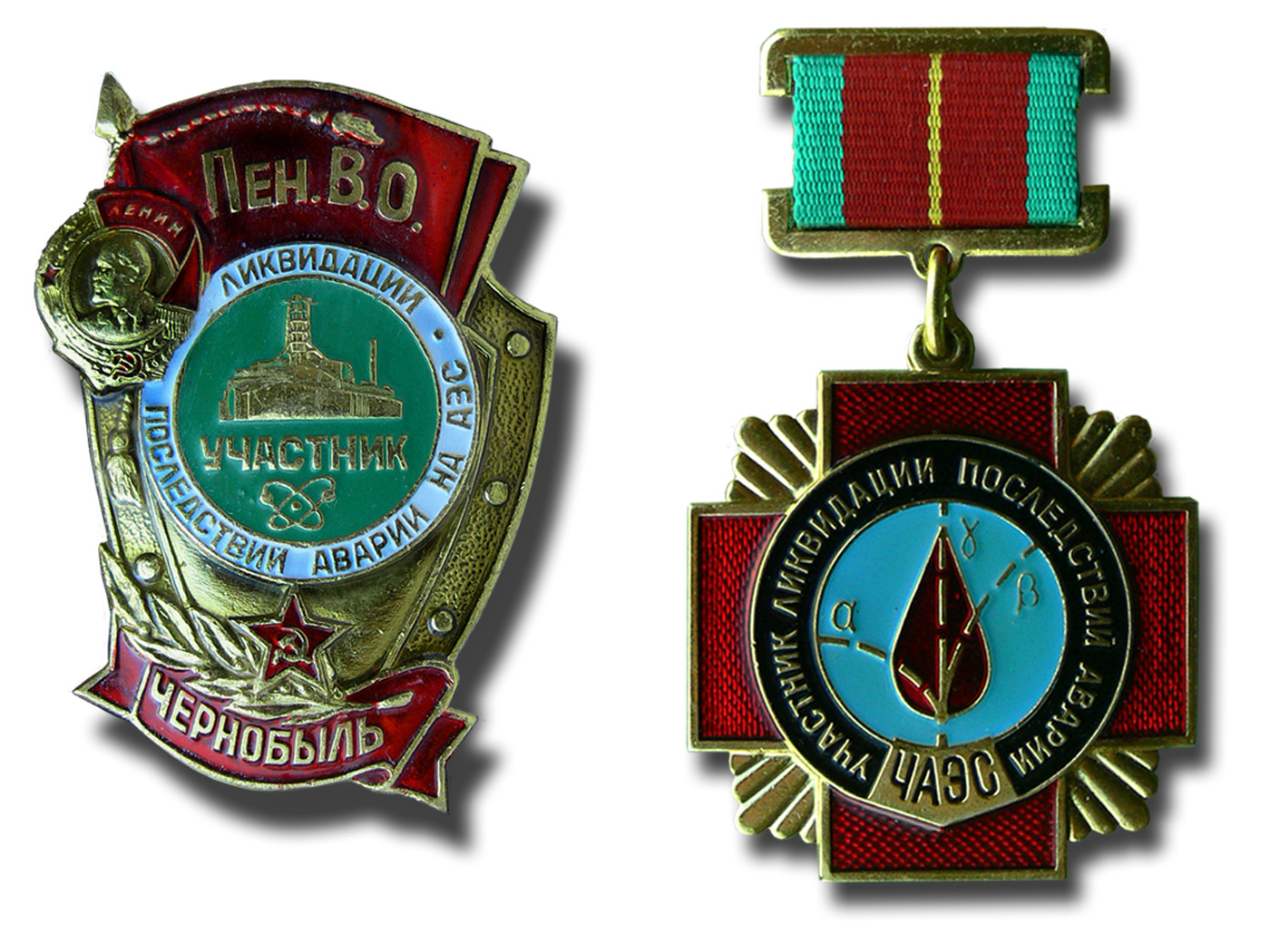
Medalles soviètiques concedides als liquidadors. La de l'esquerra és més rara i de més prestigi, reservada als primers herois que es van "sacrificar" i a alguns alts càrrecs polítics.

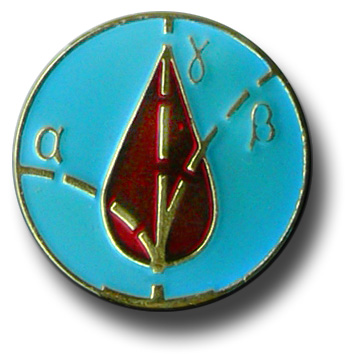
Detall central de la medalla lliurada als liquidadors. Representa els tres tipus de radioactivitat (alfa, beta i gamma) sobre una gota de sang.

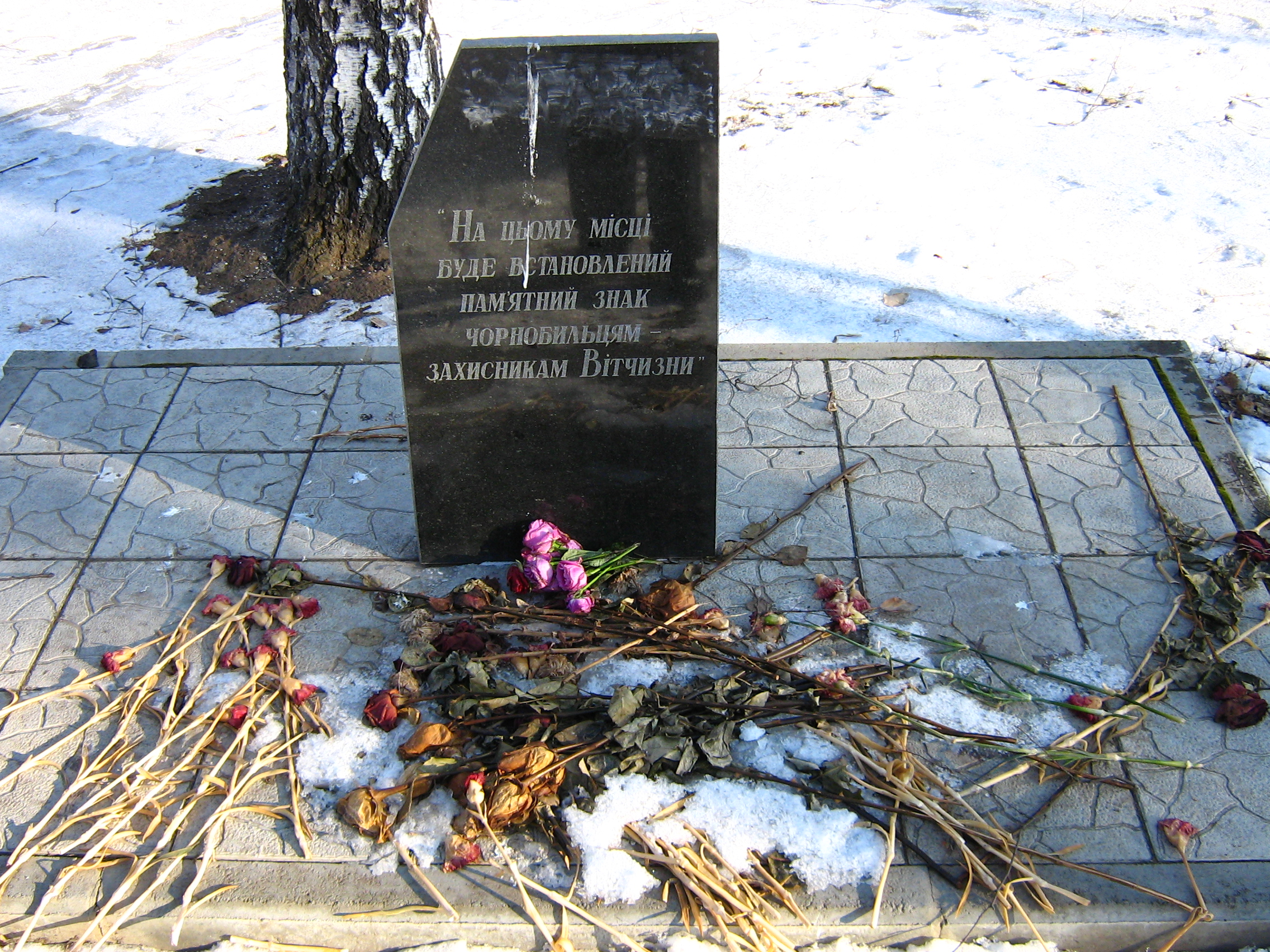
Monument en memòria dels liquidadors al carrer Divizy Kharkiv de Khàrkiv

Liquidador (en rus: ликвида́тор (sing.), ликвида́торы (pl.)) és el nom que es va donar per part de la Unió Soviètica a cadascuna de les aproximadament 800.000 persones que es van ocupar de minimitzar les conseqüències de l'accident nuclear del 26 d'abril de 1986. Hi ha fonts que afirmen que la majoria van morir o van caure greument malalts a causa de les radiacions rebudes, per bé que estudis i revisions acadèmiques, agrupades i actualitzades per l'Organització Mundial de la Salut, han estimat la xifra de morts de liquidadors en uns possibles 4.000 al llarg dels anys posteriors.
Els liquidadors van ser els bombers, obrers, miners i voluntaris que es van encarregar d'apagar els incendis i construir el sarcòfag del reactor nuclear 4 de la central nuclear. L'anomenat sarcòfag és una estructura de formigó especialment dissenyada per a contenir la radiació alliberada durant l'accident de Txernòbyl. Primer es va intentar fer-ho amb màquines, però totes es van espatllar ràpidament a causa de la radioactivitat. Aquestes persones es van arriscar a construir-lo amb una màscara i un vestit que els cobria, traient el material contaminat a palades i fent torns de quaranta-cinc segons per a evitar la mort imminent. Tot i així van absorbir gran quantitat de radiació. Posteriorment, un gran grup de miners van ser contractats com a liquidadors per a obrir vies subterrànies fins als fonaments, que tenien perill de desplomar-se pel pes del sarcòfag, cosa que faria explotar el material radioactiu. Aquestes persones no estaven prou informades dels perills de la radiació i, malgrat l'entorn en què es trobaven, a causa de la calor sufocant, es treien la camisa i la mascareta -com les que usen els metges- que els tapava la boca i el nas, i bevien aigua a morro en ampolles que deixaven obertes. Diversos liquidadors va tenir efectes secundaris atesa l'exposició aguda a la radiació i s'estima que uns 2.200 varen morir per aquesta raó durant els anys posteriors.
De fet, hi anaven sabent que era una sentència de mort, però hi anaven igual, sacrificant-hi la vida (o com a mínim la salut i la longevitat). És per això que moltes ciutats d'Ucraïna, com ara Feodòssia, Khorol o Hrebinka, hi tenen un monument als liquidadors que hi van ser enviats, juntament amb altres ciutats que hi tenen un monument a les víctimes, com ara Kíiv, Dnipró, Rivne, Khàrkiv, etc. A Kíiv hi ha un museu dedicat a la catàstrofe de Txornòbil, el Museu nacional de Txornòbyl (Національний музей «Чорнобиль»).

## Liquidadors a Fukushima
Especialment a la premsa anglosaxona, però també en molt menor a la catalana, es va fer servir el 2011 la paraula "liquidador" per a referir-se també a les persones que treballaven per sufocar i minimitzar les conseqüències de l'accident de Fukushima. La informació disponible sobre la realitat de la contaminació radioactiva i de les condicions de treball d'aquestes persones és massa minsa, i alguns enginyers que van treballar al disseny de la central i que van controlar la radioactivitat emesa després de l'accident afirmaven que una bona part de la informació distribuïda en aquells dies era falsa. De manera que, tot i que internacionalment s'ha donat el mateix grau de perillositat a aquest accident que al de Txornòbil (nivell 7), segons TEPCO i el govern japonès sembla que la radiotoxicitat a la que varen estar sotmeses aquelles persones va ser inferior, d'uns dos mil sieverts per hora, cosa per la qual algunes persones, no totes, consideren exagerat anomenar-los també liquidadors.